# Habenaria amoena
Habenaria amoena är en orkidéart som beskrevs av Victor Samuel Summerhayes. Habenaria amoena ingår i släktet Habenaria och familjen orkidéer. Inga underarter finns listade i Catalogue of Life.